# Navire canadien de Sa Majesté

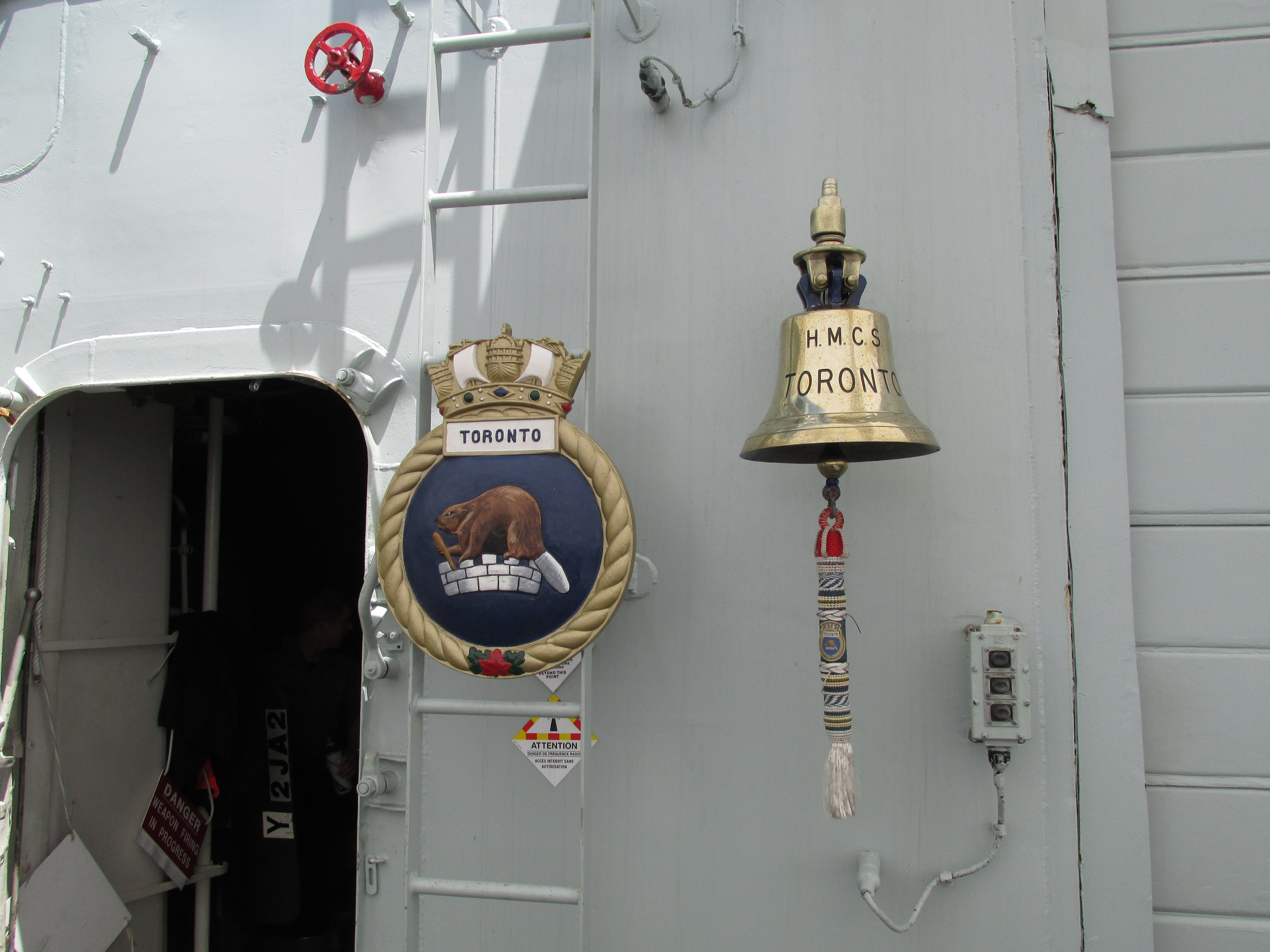
Cloche du navire HMCS Toronto

Navire canadien de Sa Majesté est la désignation francophone portée par les navires de la Marine royale canadienne des Forces canadiennes, l’abréviation usuelle étant « NCSM ».
En anglais, la désignation « HMCS » signifie His Majesty's Canadian Ship si le chef d’État est un roi, et Her Majesty's Canadian Ship si le chef d’État est une reine. Par contre, l’abréviation demeure la même.